# Phostria
Phostria is een geslacht van vlinders uit de familie van de grasmotten (Crambidae), uit de onderfamilie van de Spilomelinae. De wetenschappelijke naam en de beschrijving van dit geslacht werden voor het eerst in 1819 gepubliceerd door Jacob Hübner.

## Soorten
- P. aengusalis Schaus, 1927
- P. alberici (Dufrane, 1945)
- P. albescentalis Hampson, 1918
- P. albirenalis (Hampson, 1898)
- P. aterrimalis Hampson, 1918
- P. atrisignalis (Hampson, 1912)
- P. bistigmalis (Strand, 1913)
- P. buckleyi (Druce, 1902)
- P. calydon Druce, 1885
- P. caniusalis (Walker, 1859)
- P. celsusalis Schaus, 1927
- P. chrysomera Hampson, 1918
- P. citrinalis (Druce, 1895)
- P. clementalis (Schaus, 1912)
- P. cleodalis Schaus, 1920
- P. concolor (C. Felder, R. Felder & Rogenhofer, 1875)
- P. crithonalis (Walker, 1859)
- P. delilalis (Walker, 1859)
- P. diffusimarginalis (Hampson, 1899)
- P. discipunctalis (Hampson, 1903)
- P. dispila Ghesquière, 1942
- P. dohrni (Snellen, 1895)
- P. druonalis Schaus, 1927
- P. earlalis (Swinhoe, 1906)
- P. euagra (C. Felder, R. Felder & Rogenhofer, 1875)
- P. euryleucalis Hampson, 1918
- P. flavipectus (Bethune-Baker, 1909)
- P. fumarialis (Dewitz, 1881)
- P. glyphodoides (Hampson, 1912)
- P. gravitalis (Saalmüller, 1880)
- P. hampsonialis Schaus, 1920
- P. hesusalis (Walker, 1859)
- P. indigalis Schaus, 1920
- P. internervalis Hampson, 1918
- P. jansei West, 1931
- P. latiapicalis (Schaus, 1912)
- P. ledereralis (Strand, 1920)
- P. leucophasma (Dyar, 1912)
- P. linealis (Guenée, 1854)
- P. lithosialis (Guenée, 1854)
- P. luridalis Ghesquière, 1942
- P. luridombrina Ghesquière, 1942
- P. mapetalis (Schaus, 1912)
- P. marginalis Amsel 1956
- P. mediospilota Ghesquière, 1942
- P. melanophthalma Meyrick, 1933
- P. memmialoides Amsel, 1956
- P. mendelalis (Druce, 1902)
- P. metalobalis (Hampson, 1912)
- P. microselene (Hampson, 1918)
- P. monotona Amsel 1956
- P. mungalis (Plötz, 1880)
- P. nicoalis (Walker, 1859)
- P. oajacalis (Walker, 1866)
- P. obliqualis (Schaus, 1912)
- P. obscurata (Moore, 1886)
- P. ocellalis (Aurivillius, 1925)
- P. orientalis (Snellen, 1901)
- P. persiusalis (Walker, 1859)
- P. phaennisalis (Walker, 1859)
- P. phryganurus (C. Felder, R. Felder & Rogenhofer, 1875)
- P. primulosalis Schaus, 1927
- P. purpuralis (Druce, 1895)
- P. purpureonitens Hampson, 1918
- P. quadriguttata (Walker, 1869)
- P. radicalis (Walker, 1865)
- P. rufalis (Schaus, 1912)
- P. rutilalis (Walker, 1869)
- P. samealis (Hampson, 1912)
- P. schediusalis (Walker, 1859)
- P. sexguttata (Holland, 1920)
- P. soricalis (Snellen, 1899)
- P. stygichroa (Bethune-Baker, 1909)
- P. syleptalis (Strand, 1918)
- P. tamsina Ghesquière, 1942
- P. tedea (Stoll, 1780)
- P. temira (Stoll, 1781)
- P. tetrastictalis (Hampson, 1912)
- P. tridentalis Hampson, 1912
- P. truncatalis (Hampson, 1912)
- P. umbrina Ghesquière, 1942
- P. unitalis (Guenée, 1854)
- P. varialis (Walker, 1862)
- P. vitrifera (Dognin, 1910)
- P. xanthoproctalis Hampson, 1918
- P. xipharesalis (Walker, 1859)